# René Magritte

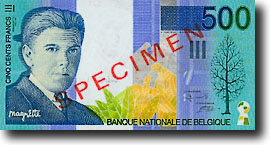
Bankbiljet van België met portret van Magritte. Rechts een van de thema's van Magritte, een blad afgebeeld als volledige boom

René François Ghislain Magritte (Lessen, 21 november 1898 – Schaarbeek, 15 augustus 1967) was een Belgisch surrealistisch kunstschilder.

## Biografie

### Jonge jaren
Toen René Magritte in 1912 dertien jaar oud was, werd zijn moeder dood uit de rivier de Samber gehaald. Zij had zelfmoord gepleegd door zich met een doek voor haar voorhoofd in het water te storten. In zijn werk verwijst hij meermaals naar dit drama met illustraties van een vrouw van wie het aangezicht bedekt is. Magritte had twee broers: Raymond en Paul. In zijn jeugd vertoonde Magritte sadistisch gedrag tegenover dieren. Hij liet een ezel verhongeren en kwelde katten en honden.
Van 1916 tot 1921 kreeg Magritte zijn opleiding aan de Brusselse Academie. Hij volgde er lessen bij Gisbert Combaz, Emile Vandamme-Sylva en Constant Montald.
In 1922 trouwde hij met Georgette Berger. Het huwelijk zou kinderloos blijven.

### Debuut
René Magritte werkte in eerste instantie als grafisch ontwerper bij een behangfabriek en maakte naderhand ook veel affiches.
Het debuut van Magritte in de schilderkunst was met kubistisch, futuristisch en abstract werk, onder invloed van zijn werkbaas Victor Servranckx in de behangpapierfabriek UPL (les Unines Peters-Lacroix, in Machelen). Na de kennismaking met het werk van Giorgio de Chirico, in 1925, begon Magritte surrealistische elementen in zijn werk op te nemen. De Chirico beeldde voorwerpen zeer realistisch af maar in totaal verschillende causale en temporele contexten. Zo beklemtoonde De Chirico de raadselachtigheid van de objectenwereld. Ook de conventionele orde en de plaatsing van de dingen werd op die wijze geïroniseerd.
Magritte maakte vooral schilderijen (olieverf op doek), maar ook gouaches, voorwerpen en collages.
Onder de leiding van E.L.T. Mesens werkte hij mee aan het tijdschrift Oesophage en kreeg hij in 1927 zijn eerste individuele expositie in de galerij Le Centaure, in Brussel.
Tussen 1927 en 1930 verbleef Magritte in een voorstad van Parijs, waar zijn surrealistische visie bekroond werd met de vriendschap van Paul Eluard en van André Breton, die in 1924 al Het Surrealistisch Manifest had geschreven. 
Toen Breton eens eiste dat Magritte's vrouw een halsketting met een kruisje afdeed, besloot hij om naar Brussel terug te keren.
Toen in 1930 de galerie Le Centaure, waar Magritte onder contract werkte, failliet ging, kon E.L.T. Mesens al zijn werken opkopen, op dat moment circa 200 stuks.
In 1934 pasten Magritte en zijn entourage de techniek van het cadavre exquis ook toe met beelden in navolging van de taalexperimenten waarbij een gedicht door meerdere dichters werd geschreven.
Tussen 1934 en 1937 tekende Magritte onder het pseudoniem Emair filmaffiches voor de Duitse geluidsfilmverdeler Tobis Klangfilm. Het Stadsarchief van Leuven bewaart zeven affiches die ontworpen zijn door Magritte.

### Later werk

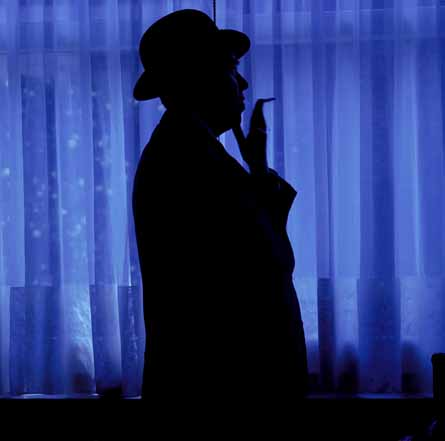
Portret van Magritte door de Duitse fotograaf Lothar Wolleh, 1967

Tijdens de Tweede Wereldoorlog werkte en verbleef Magritte in het Franse Carcassonne. Hij vervalste kunst om in zijn levensonderhoud te voorzien. Het ging vooral om werken van De Chirico, Picasso en Braque.
Tijdens een korte periode, tussen 1940 en 1946, verrijkte Magritte op advies van zijn agent, zijn palet enigszins met een impressionistische accentuering (de zogenoemde Renoir-periode). Dit soort stijl zou beter verkopen. 
In 1945, na zijn terugkomst in België, werd hij lid van de Communistische Partij van België. In 1948 ging hij kort in stripachtige stijl schilderen, maar ook zonder succes. Na korte tijd keerde Magritte terug naar zijn vroegere, bijna fotorealistische stijl, wel even agressiever, door de rumoerig geworden verhouding met zijn vorige surrealistische omgeving (Goemans, Scutenaire, Nougé, Lecomte, Souris, E.L.T. Mesens). De zwarte humor van Magritte leidde hem vaak tot een morbide figuratie, daarbij nog meer 'gesurrealiseerd' door de soms onmogelijk onwaarschijnlijke benamingen die hij zijn werk toebedeelde.
In 1953 creëerde Magritte de wandschilderingen in het Casino te Knokke aan de Belgische kust, in opdracht van de familie Nellens. Deze zijn ondertussen beschermd door de Koninklijke Commissie voor Monumenten en Landschappen. Hij werd in 1960 bekroond voor al zijn werk met de Belgische Staatsprijs. Het was de eerste keer dat de Staatsprijs aan een kunstschilder werd toegekend.
In de jaren 50 van de twintigste eeuw was Magrittes werk erg in trek bij New Yorkse verzamelaars. Dat verklaart de grote aanwezigheid heden ten dage van Magrittes werk in Amerikaanse collecties. Ook zijn bekendste icoon La Trahison des Images bevindt er zich.
Magritte overleed in 1967 in Schaarbeek aan de gevolgen van alvleesklierkanker, alwaar hij ook begraven is op het gemeentelijke kerkhof.

### Graf van Magritte

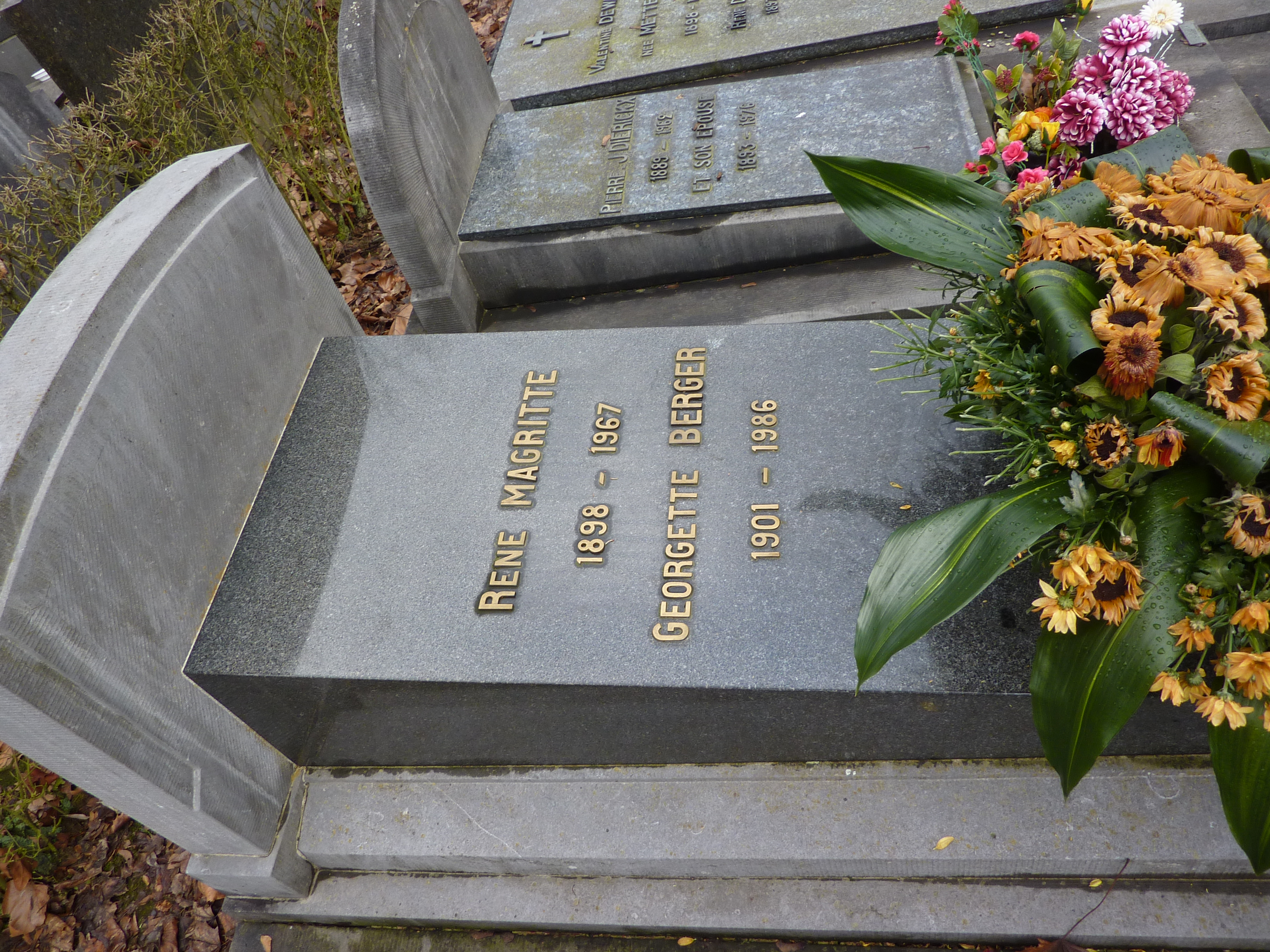
Graf van Magritte en zijn echtgenote

Het Brussels bestuur heeft in 2009 het graf van schilder René Magritte erkend als beschermd monument. Magritte ligt samen met zijn echtgenote Georgette Berger begraven op het gemeentelijke kerkhof van Schaarbeek, dat op het grondgebied van Evere ligt. De grafzerk van het echtpaar bestaat uit een eenvoudige granieten steen waarop de namen en geboorte- en overlijdensdata van de twee echtelieden staan. Sinds de dood van René Magritte wordt zijn graf zeer vaak bezocht door bewonderaars uit binnen- en buitenland.

## Schilderstijl
Het grootste deel van het oeuvre van Magritte behoort qua stijl tot het surrealisme, een van de belangrijke kunststromingen van de 20e eeuw. In vele van zijn werken komen naakte vrouwen en natuurgetrouw geschilderde vissen voor. Dit is waarschijnlijk een verwijzing naar het feit dat Magritte zijn moeder naakt terugvond in de Samber nadat zij zelfmoord had gepleegd.
Het werk van Magritte is net zoals dat van bijvoorbeeld Salvador Dali en Carel Willink zeer fijn geschilderd, hetgeen het realistische effect van in werkelijkheid onbestaanbare voorstellingen benadrukt.
Het bekendste werk van Magritte is zonder enige twijfel La Trahison des Images (1928-29) of Het verraad van de voorstelling met de geschilderde tekst: Ceci n'est pas une pipe onder de zeer realistische afbeelding van een pijp. In dit werk schilderde René Magritte een pijp met vlak daaronder de boodschap: Dit hier is geen pijp (Ceci n'est pas une pipe). Hij wilde zichzelf en de toeschouwer herinneren aan het feit dat het hier gaat om een met olieverf beschilderd doek, oftewel een schilderij, en niet om een echte pijp. Elke verwijzing naar een echte pijp pleegt verraad aan het feit dat een pijp eigenlijk een idee is en dus zijn oorsprong heeft in de geest.
Door ons telkens te bevragen en als het ware te misleiden, dwingt Magritte ons over kunst na te denken. In dat licht kunnen ook de titels van het werk van Magritte gezien worden. Deze titels hebben meestal niets te maken met het onderwerp van het schilderij. De latere conceptuele kunstenaars trokken deze lijn zeer extreem door met een installatie, een performance of een happening en herleidden het kunstwerk tot een idee. Dit is ook kritiek op de kunstenaars die vinden dat ze de werkelijkheid zo waarheidsgetrouw moeten weergeven, zoals de hyperrealisten later. René Magritte vond dat het de taak is van de kunstschilder om de realiteit in een ander kader te plaatsen. Zijn kunst roept altijd meer vragen op dan zij kan beantwoorden. Getuige hiervan is het schilderij van een zeemeermin, afgebeeld met een vissenkop en mensenbenen. Kenschetsend is ook het schilderij van een zeer natuurgetrouw afgebeelde vis die aan de staartzijde verandert in een brandende sigaar met kringelende rookpluim (schilderij l'Exception, 1963). Magrittes werk getuigt ook van een uiterst grote beheersing van de techniek van het schilderen met olieverf op doek.

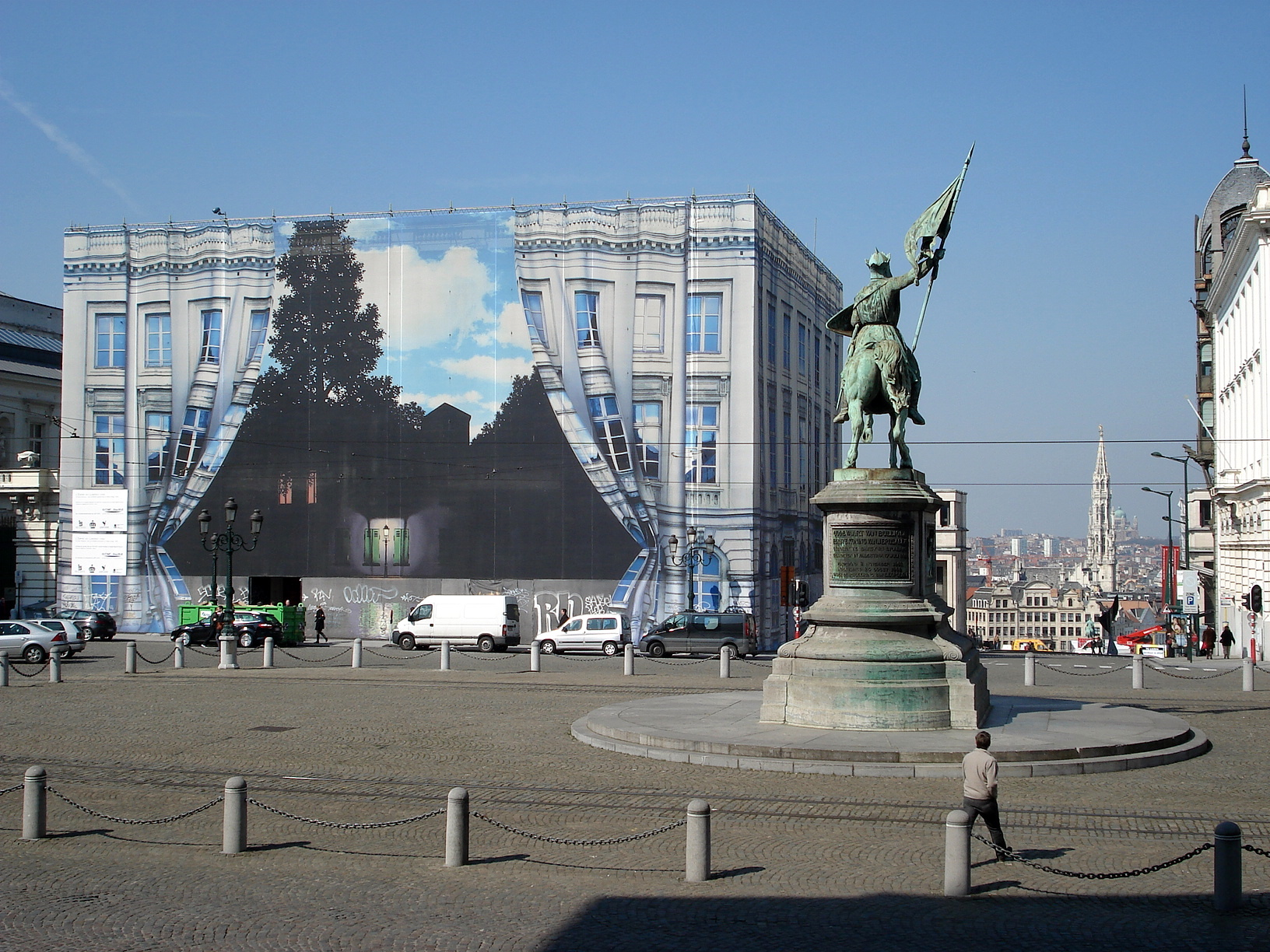
Het Musée Magritte Museum, Brussel, voorzien van een afbeelding van een schilderij waarin het tegelijk dag en nacht is

Veel van het werk van Magritte laat een metamorfose zien, een verandering van het ene voorwerp in het andere. Of het werk is in andere opzichten onmogelijk, bijvoorbeeld de serie woonhuizen in de nacht, met een heldere hemel in daglicht erboven. Of een maan die voor de bladeren van een boom hangt. Uilen of andere vogels die als planten uit de grond komen.

## Ontsluiting van Magrittes werk
Eind 2008 raakte bekend dat de Belgische uitgeverij Ludion voor de komende vijf jaar wereldwijd exclusief de beeldrechten had verworven om het beeldmateriaal van Magrittes werk te verspreiden. Charly Herscovici, de erfgenaam van Magritte, had de rechten de voorbije jaren verleend aan de Franse uitgeversgroep Flammarion. Onder het contract valt de wereldwijde verspreiding van ansichtkaarten, agenda's, kalenders, posters, T-shirts en paraplu's waarop afbeeldingen van Magrittes werk voorkomen. Directeur Michel Draguet van het Magritte Museum geeft nog mee dat merchandising belangrijk is omdat voor de kunstenaar het idee primeert op de realisatie. Magrittes reclamewerk in de jaren twintig hielp hem immers te overleven. De shop in het museum aan het Koningsplein is dan ook een logisch gevolg ervan.

## Ceci n'est pas une...

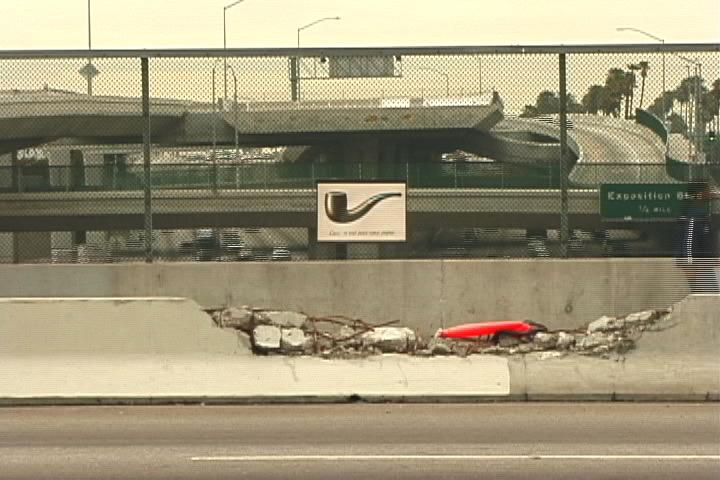
Het befaamde onderschrift Ceci n’est pas une pipe

In de reclamewereld knipoogde men even naar Magritte toen men de volgende tekst op een T-shirt plaatste: Ceci n'est pas une pomme met een realistische afbeelding van een appel daaronder. Magritte schilderde overigens zelf een werk met deze titel in 1964.

## Musea
Buiten de talloze privécollecties bevindt of bevond Magrittes werk zich onder andere in de musea:

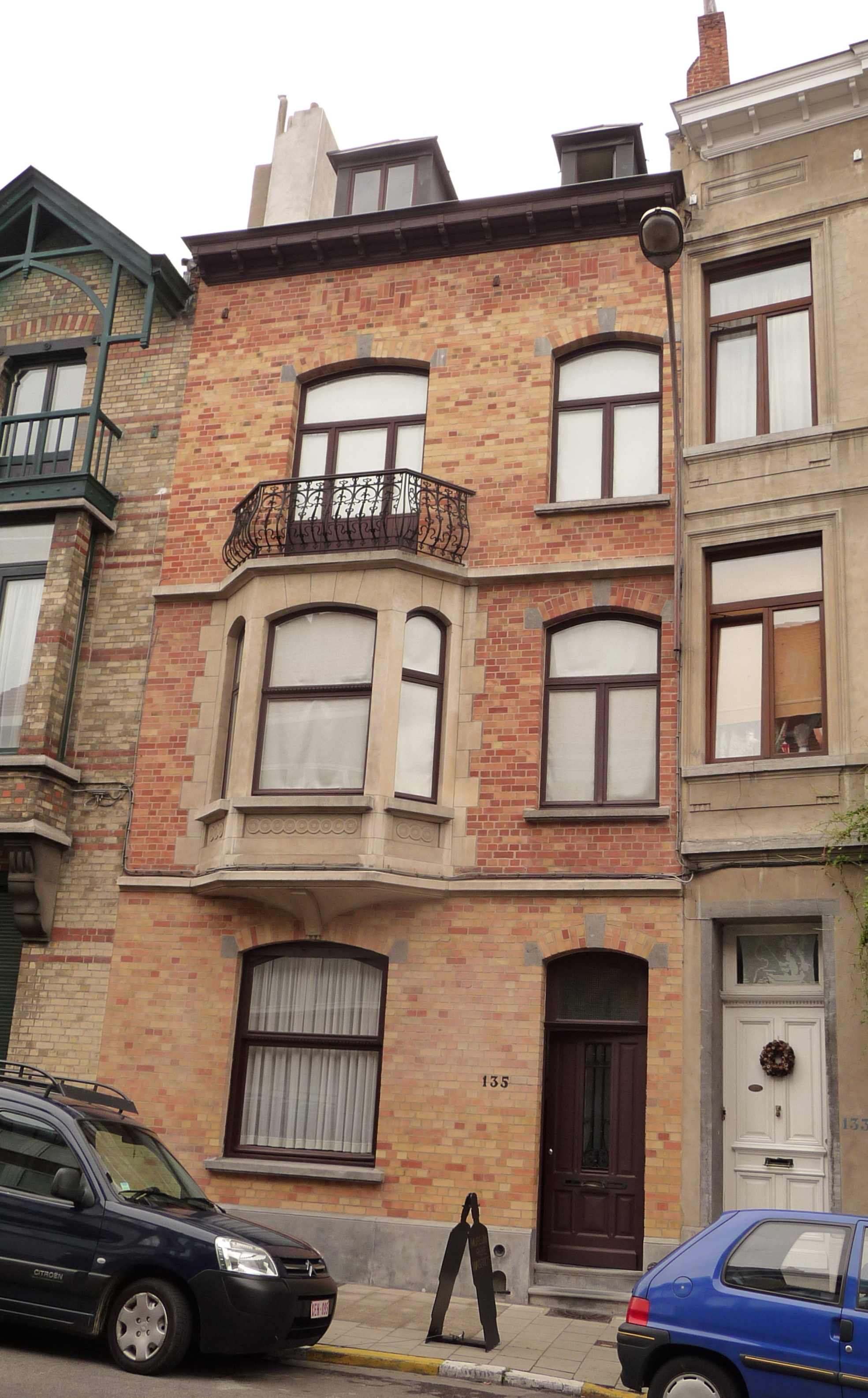
Het voormalige woonhuis, nu museum

- Musée Magritte Museum aan het Koningsplein te Brussel
- René Magritte Museum in de Esseghemstraat, Jette (Brussel), in de vroegere woning van het echtpaar Magritte
- Museum Boijmans Van Beuningen, Rotterdam[3]
- Museum of Modern Art en Guggenheim Museum, beide in New York[4]
- Dallas Museum of Art
- Minneapolis Institute of Art[5]
- Tate Gallery in Londen[6]
- Het Centre Pompidou in Parijs

## Werken
René Magritte maakte onder andere de volgende werken (meest schilderijen):
- Bij het raam, 1920
- Portret van Pierre Bourgeois, 1920
- Vrouw te paard, 1922
- Het middernachtelijk huwelijk, 1926
- De moordenaar bedreigd, 1926, olieverf op doek, Museum of Modern Art, New York
- De verdwaalde jockey, 1926
- Primevera, 1926
- De man van de wijde zee, 1927
- De dievegge, 1927
- Ontdekking, 1927
- Paniek in de Middeleeuwen, 1927
- De geheimzinnige speler, 1927
- Het bloed van de wereld, 1927
- Portret van Paul Nougé, 1927
- Landschap, 1927
- De demon van de perversiteit, 1927
- De geliefden nr.1, 1928
- De geliefden nr.2, 1928
- De valse spiegel, 1928
- Les exercices de l’acrobate (De oefeningen van de acrobaat), 1928, olieverf op linnen, 116 x 80,8 cm, Pinakothek der Moderne, München
- Le masque vide, 1928[7]
- Poging tot het onmogelijke (Le Perreux-sur-Marne), 1928
- Personage mediterend over de waanzin, 1928
- De universaliënstrijd, 1928
- La trahison des images (Het verraad van de voorstelling), 1928-1929
- Het woordgebruik, 1929
- De boom van kennis, 1929
- The six elements, 1929[8]
- Au seuil de la liberté, 1930
- La clé des songes (De sleutel van de dromen), 1930, olieverf op linnen, 81 x 60 cm, Parijs, privébezit
- Het lot van het mensdom nr.1, 1933
- De zielsverwantschappen (Les affinités électives), 1933
- Het onverwachte antwoord, 1933
- Le viol (De verkrachting), olieverf op linnen, 1934, particulier bezit
- Portret, 1935
- Het lot van het mensdom nr.2, 1935, olieverf op doek, Genève, collectie Simon Spierer
- God is geen heilige, 1935-1936
- De helderziendheid (La clairvoyance), 1936
- Portret van Irène Hamoir, 1936
- De verboden lectuur, 1936
- La réproduction interdite (Reproductie verboden), 1937
- Georgette, 1937
- De genezer nr.1, 1937
- La durée poignardée, 1938
- De kus, 1938
- Bel canto, 1938
- Het heden, 1938-1939
- Grote verwachtingen, 1940
- De terugkeer, 1940
- Portret van Adrienne Crowet, 1940
- La femme au miroir (Vrouw met spiegel), 1941[9]
- De genezer nr.2, 1941
- Schateiland, 1942
- Kameraden in de angst, 1942
- Diverse beschilderde flessen, 1942
- Het vijfde seizoen, 1943
- De glimlach, 1943
- De oogst, 1943
- De brand, 1943
- De gunstige voortekenen (Les heureux présages), 1944
- Vanzelfsprekende ontmoetingen, 1945
- Het grote geluk, 1945
- Zwarte magie, 1945
- Duizend-en-één-nacht, 1946
- Eindeloze erkentelijkheid, 1946
- De verstandhouding, 1946
- Liefdeslied, 1946
- Gezicht van boven, 1947
- Het aandeel van het vuur, 1947
- Het goede jaar, 1947
- The eternally obvious, 1948
- Het geheugen, 1948
- Sheherazade, 1948
- De smaak van tranen, 1948
- Lola de Valence, 1948
- De kei, 1948
- De diepten van het genot, 1948
- De psycholoog, 1948
- De hongersnood, 1948
- Titania, 1948
- De misdaad van de paus, 1948
- Levenskunst, 1948
- De ellips, 1948
- Het kristallen bad, 1949
- Het rijk der lichten II, 1950
- Het balkon van Manet, 1950
- Ontwerp voor het plafond van het Théâtre Royal des Galeries, 1951
- Perspective: Madame Récamier par David, 1951
- Persoonlijke waarden (Valeurs personnelles), 1952[10]
- Vier rotsen in een interieur, 1952
- Alice in Wonderland, 1952
- Golconde, 1953
- Het rijk der lichten (L’empire des lumières), 1954, olieverf op linnen, Museum voor Schone Kunsten, Brussel
- Anne-Marie Crowet, 1955
- Zestien september, 1956
- De zittende vrouw. De plek in de zon III, 1956
- De onwetende fee of portret van Anna-Marie Crowet, 1956
- Le chemin du ciel, 1957
- L'ami intime, 1958
- De vakantie van Hegel (Les vacances de Hegel), 1958
- Harry Torcryner of Er is recht gedaan, 1958
- De boom, 1959
- Het slot in de Pyreneeën (Le château des Pyrénées), 1959
- La clef de verre, 1959[11]
- Kop van een vrouw, 1960
- De stem van het bloed, 1961
- Het rijk der lichten, 1961
- De borst, 1961
- Mona Lisa, 1962
- Het domein van Arnheim, 1962
- De indiscrete juwelen (Les bijoux indiscrets), 1963
- Op zoek naar de waarheid, 1963
- Le fils de l'homme, 1964
- La bataille de l'Argonne, 1964
- Ceci n'est pas une pomme, 1964[2]
- De blanco volmacht (Le blanc-seign), 1965
- De gedachte die ziet, 1965
- Untitled Poster for Magritte Exhibition, 1966[12]
- De hemelvogel, 1966
- De mooie gegijzelde, 1967
- De werken van Alexander, 1967
- De natuurlijke gratiën, 1967
- Het blanke ras, 1967
- Het onbeschreven blad, 1967
- Rose et poire; Les moyens d'existence, 1967
- Le thérapeute (sculptuur), 1967
- L'œil, 1968

## Wetenswaardig
- Magritte hielp in de jaren vijftig zijn broer Paul met het vervalsen van geld.[1]
- Zo buitengewoon Magrittes schilderijen zijn, zo alledaags was zijn leven. Hij hield zich ver van het romantische bohémienbestaan en woonde met zijn vrouw Georgette in Jette, een rustige buitenwijk van Brussel. Gekleed als de burgerman die we zo goed kennen van zijn schilderijen liet Magritte elke dag de hond uit. De grootste Belgische kunstenaar van de 20e eeuw had zelfs geen eigen atelier. Schilderen deed hij in de woonkamer of aan de keukentafel. Als het eten klaar was, vlogen zijn meesterwerken onverbiddelijk aan de kant.
- Een Belgisch arrest van oktober 2007 dwong de beeldrechthouder van de werken van Magritte (met name Charly Herscovici) zich niet langer te verzetten tegen de parodiërende en volgens hem weinig smaakvolle schilderijen van de Deense kunstenaar Ole Ahlberg. In een schilderij verwerkt de kunstenaar de inspecteurs Jans(s)en uit Kuifje al zwevend in een compositie van de hemel die letterlijk geplukt is uit een schilderij van René Magritte. De rechter stoelde zijn uitspraak op de parodie-exceptie, in 1994 ingeschreven in de Belgische auteurswet. Een uitzondering op het auteursrecht laat een kunstenaar toe, het idioom van een collega gedeeltelijk over te nemen om het te parodiëren op voorwaarde dat men kritisch, humoristisch en respectvol te werk gaat. Dit arrest wordt momenteel aangevochten bij de hoogste Belgische rechtsinstantie (het Hof van Cassatie). De uitspraak zal belangrijk zijn in het aflijnen van de grenzen tussen plagiaat en parodie.[13]
- Verschillende muzikanten, zoals Paul McCartney en Jethro Tull, zijn geïnspireerd door het werk van Magritte. Bij John Cale, Paul Simon en De Nieuwe Snaar kwam deze invloed zeer duidelijk naar voor, zij bedankten de schilder met naar hem genoemde songs (respectievelijk Magritte, Rene And Georgette Magritte With Their Dog After The War en René Magritte).
- Het veilinghuis Sotheby's veilde medio 2010 een reeks van veertig brieven en ansichtkaarten die Magritte schreef aan de dichter Paul Colinet. In deze brieven vraagt de schilder advies over mogelijke titels van zijn werken.[14]
- De Belgische kunstschilder Olivier Lamboray haalt inspiratie uit het werk van Magritte en bracht in 2011 een ode aan de schilder met zijn werk "Hommage à René Magritte".[15]

## Wetenswaardigheden
- Magritte eindigde in 2005 op de 9de plaats in de Waalse versie van De Grootste Belg en op nr. 18 in de Vlaamse versie.
- Magritte stond afgebeeld op het laatste Belgische bankbiljet van 500 frank voor de invoering van de euro.
- Het schrijverspaar Monaldi & Sorti gebruikte de term C'est ci in hun boek Imprimatur. Letterlijk staat er in het fragment: "En als mijn tegenstanders vermoeden dat het geen pijp is?" "Doe als ik, toen ik 's nachts twee Parijse bandieten van mij af moest schudden: schreeuw hard ceci n'est pas une pipe!" antwoordde Melani lachend. De roman speelt zich af in 1683.
- Op de Markt van geboortestad Lessen staat een standbeeld van René Magritte; op de invalswegen rond Lessen staan ook herdenkingsborden.
- Van 2016 tot 2022 vloog een toestel van Brussels Airlines rond met een René Magritte-kleurenschema. Het vliegtuig (OO-SNC) werd als SNmagritte op 21 maart 2016 gepresenteerd.
- In november 2024 werd L'empire des lumières van René Magritte in New York geveild voor 121 miljoen dollar (114 miljoen euro), een record voor een surrealistisch schilder en een recordbedrag voor een werk van Magritte.

## Publicaties
- Écrits complets, ed. André Blavier, 1979. ISBN 208064128X